# 산악맥
산악맥 또는 산테이퍼(山岳貘, Tapirus pinchaque)는 맥중 가장 작은 종으로, 콜롬비아, 에콰도르, 페루의 고지 삼림대에 서식한다. 열대우림에 서식하지 않는 유일한 맥이다. 서식지 상실로 인해 대부분의 맥과 같이 멸종위기종에 올라와 있다. 천적은 퓨마, 안경곰이다.